# マザー・テレサ
マザー・テレサ（Mother Teresa, 1910年8月26日 - 1997年9月5日）、あるいはコルカタの聖テレサ（Saint Teresa of Calcutta）は、カトリック教会の修道女にして修道会「神の愛の宣教者会」の創立者。またカトリック教会の聖人である。本名はアルーマニア語でアグネサ／アンティゴナ・ゴンジャ・ボヤジ（Agnesa/Antigona Gongea Boiagi）、アルバニア語でアニェゼ／アグネス・ゴンジャ・ボヤジウ（Anjezë/Agnès Gonxha Bojaxhiu）。

## 概略
「マザー」は指導的な修道女への敬称であり、「テレサ」は彼女の敬愛したリジューのテレーズにちなんだ修道名である。コルカタ（カルカッタ）で始まったテレサの貧しい人々のための活動は、後進の修道女たちによって全世界に広められている。
生前からその活動は高く評価され、1973年のテンプルトン賞、1979年のノーベル平和賞、1980年のバーラト・ラトナ賞（インドで国民に与えられる最高の賞）、1983年にエリザベス2世から優秀修道会賞など多くの賞を受けた。1996年にはアメリカ合衆国史上5人目の名誉市民に選ばれている。
近年では生前からの批判も多いという歴史解釈をされる場合もある。一方で、それらの批判の多くはインドのヒンドゥー至上主義の極右・ファシスト団体「民族義勇団（RSS）」により過剰な歴史修正が行われているという見方もある。

## 生涯

### 生い立ち

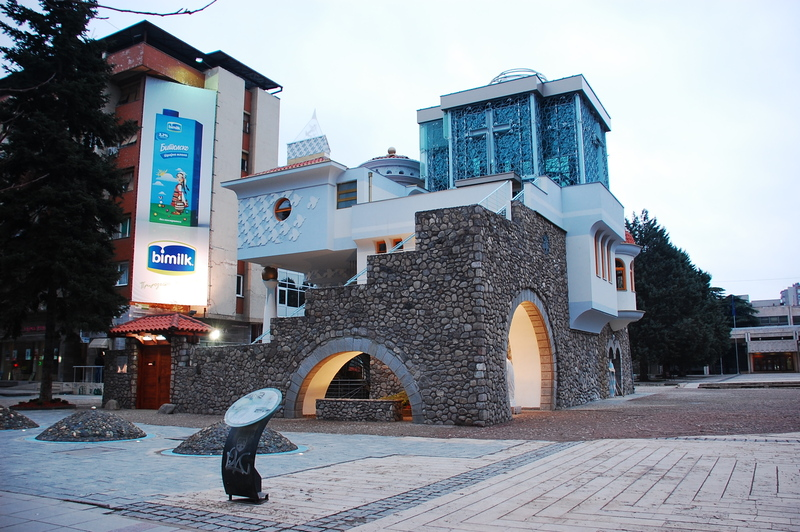
マザー・テレサの地元スコピエにある、彼女のメモリアル・ハウス

マザー・テレサことアグネス・ゴンジャ・ボヤジュは1910年8月26日、コソボ州・ユスキュプ（今の北マケドニア共和国・スコピエ）に生まれた。翌27日は彼女が幼児洗礼を受けたキリスト教徒としての誕生日である。母のドラナ（Drana）はアルバニア人であったが、父のニコ（Nikollë）はルーマニア人と同系の少数民族・アルーマニア人であった。
父は地元の名士であり手広く事業を営む実業家で、アルバニア独立運動の闘士でもあったが、1919年に45歳で急死した（政敵による毒殺説もある）。彼女は3人きょうだいの末っ子で、6歳年上の姉と3歳年上の兄がいた。姉や兄からは「ゴンジャ」（アルバニア語で「花のつぼみ」「小さな花」の意）と呼ばれていた。両親はマケドニア地方に住むカトリック教徒であったが、アルバニア人にはイスラム教徒が多く、マケドニア地方には正教徒が多かったことを考えると珍しい家族であった。一家は裕福であったが父母は信仰心に篤く、貧しい人への施しを積極的に行っていた。
アグネスの幼少時代についての記録はほとんどないが、小さいころから聡明な子で、12歳のときには、将来インドで修道女として働きたいという望みを持っていたといわれる。

### カルカッタの修道女
18歳のとき、聖座の許可を得たアグネスは故郷のスコピエを離れ、アイルランドでロレト修道女会に入った。ロレト修道女会は女子教育に力を入れている修道会であった。アグネスはダブリンで基礎教育を受けると修練女として1931年にインドのダージリンに赴いた。初誓願のときに選んだ修道名がテレサであった。この名前はリジューのテレーズから取られている。1937年に終生誓願を宣立し、以後シスター・テレサとよばれることになった。
1929年から1947年までテレサはカルカッタ（現在のコルカタ）の聖マリア学院で、地理と歴史を教えていた。彼女は子どものころから地理が好きで、また、ユーモラスな彼女の授業は学院の女学生たちの間で大変人気があったという。1944年には校長に任命されている。上流階級の子女の教育にあたりながら、テレサの目にはいつもカルカッタの貧しい人々の姿が映っていた。彼女自身の言葉によると1946年の9月、年に一度の黙想を行うため、ダージリンに向かう汽車に乗っていた際に「すべてを捨て、もっとも貧しい人の間で働くように」という啓示を受けたという。彼女は修道院を離れて活動を行う許可を求めたが、バチカンの修道会管轄庁などカトリック教会の上層部は慎重に評価を行おうとし、すぐには彼女の活動に対する認可を与えなかった。それでもテレサは自分の信じる道を進もうと決意していた。
1948年、ようやく教皇ピウス12世からの修道院外居住の特別許可が得られた。テレサは修道院を出て、カルカッタのスラム街の中へ入っていった。彼女はインド女性の着る質素なサリーを身にまとい、手始めに学校に行けないホームレスの子供たちを集めて街頭での無料授業を行うようになった。やがて彼女のもとに聖マリア学院時代の教え子たちがボランティアとして集まり始め、教会や地域の名士たちからの寄付が寄せられるようになる。

### 神の愛の宣教者会の創立
「神の愛の宣教者会」は、1950年10月7日に教皇庁（ローマ教皇庁）によって認可を受け創立され、1965年2月1日には教皇庁立の修道会の認可を受ける。テレサによれば、同会の目的は「飢えた人、裸の人、家のない人、体の不自由な人、病気の人、必要とされることのないすべての人、愛されていない人、誰からも世話されない人のために働く」ことであった。テレサは修道会のリーダーとして「マザー」と呼ばれるようになる。
インド政府の協力でヒンズー教の廃寺院を譲り受けたテレサは「死を待つ人々の家」というホスピスを開設した。以降、ホスピスや児童養護施設を開設していく。
活動の初期のころは、地元住民たちはホスピスに所属している者をキリスト教に改宗させようとしているという疑念を抱いていた。しかし、彼女たちはケアする相手の宗教を尊重する姿勢を貫き、亡くなった者に対してはその者の宗教で看取っていた（ヒンズー教徒にはガンジス川の水を口に含ませてやり、イスラム教徒にはクルアーンを読んで聞かせた）。
ケアする相手の状態や宗派を問わないテレサたちの活動は世界から関心を持たれ、多くの援助が集まった。1960年代までに「神の愛の宣教者会」の活動はインド全土に及ぶようになった。さらに1965年以降、教皇パウロ6世の許可によってインド国外での活動が可能になった。インド以外で初めて宣教女が派遣されたのは南米ベネズエラのココロテ市であった。以後、修道会は全世界規模で貧しい人々のために活躍するようになった。
テレサの活動はカトリック教会全体に刺激を与え、男子修道会「神の愛の宣教者修道士会」（1963年）、「神の愛の宣教者信徒会」などが次々に設立されていった。1969年、マルコム・マッグリッジによるBBCのTVドキュメンタリー映画『すばらしいことを神様のために（Something Beautiful for God）』および同名の書籍によって、テレサの活動はイギリスのみならず全世界で知られるようになった。この作品の取材をする中でマッグリッジはテレサの姿に強い感銘を受け、のちにカトリック教徒になっている。
1971年、教皇パウロ6世は、自らが制定した勲章「ヨハネ23世教皇平和賞」の最初の受章者としてテレサを選んだ。これを皮切りに多くの賞がテレサに与えられることになる。ケネディ賞（1971年）、アルベルト・シュバイツアー賞（1975年）、アメリカ合衆国大統領自由勲章（1985年）、アメリカ合衆国名誉市民（1996年）、議会名誉黄金勲章（1997年）、これらに加えて数多くの大学の名誉学位を受けた。アメリカ合衆国名誉市民としては5人目（存命中はチャーチルに次いで2人目）、またアメリカやその同盟国の政治家・軍人以外としては初めての授与である。
こういった賞の中でもっとも有名なものは、もちろん1979年に受けたノーベル平和賞であろう。テレサは授賞式の際にも特別な正装はせず、普段と同じく白い木綿のサリーと革製のサンダルという粗末な身なりで出席した。賞金19万2,000ドルはすべてカルカッタの貧しい人々のために使われることになった上、授賞式の場においては「私のための晩餐会は不要です。その費用はどうか貧しい人々のためにお使い下さい」とも要望した。賞金を受け取ったとき「このお金でいくつのパンが買えますか」と言ったという。インタビューの中で「世界平和のために私たちはどんなことをしたらいいですか」と尋ねられたテレサの答えはシンプルなものであった。「家に帰って家族を愛してあげてください」。
1982年にはテレサはイスラエルとパレスチナの高官にかけあって武力衝突を一時休止させ、戦火の中で身動きがとれなくなっていたベイルートの病院の患者たちを救出している。

### 晩年と死
1983年、高齢のテレサは当時のローマ教皇ヨハネ・パウロ2世との会見のために訪れたローマで心臓発作に見舞われた。1989年にはペースメーカーをつけた。1990年、テレサは健康状態を理由に総長の辞任を申し出たが、会員たちの強い希望により再び総長に選出される。1991年、優れない健康状態を押して故郷アルバニアに最初の支部を設立している。これはテレサの念願であった。
1993年5月、テレサは転倒して首の骨にひびが入り、8月にはマラリアに罹患した。9月にはカルカッタで心臓病の手術を受けた。1997年3月、体力の限界を感じ総長職を辞任。1997年9月5日、世界が見守る中、テレサはカルカッタのマザー・ハウスにて逝去。満87歳没。
テレサが亡くなった1997年には「神の愛の宣教者会」のメンバーは4,000人を数え、123か国・610か所で活動を行っていた。活動内容はホスピス、HIV患者のための家、ハンセン病者のための施設（平和の村）、炊き出し施設、児童養護施設、学校などである。
宗派を問わずにすべての貧しい人のために働いたテレサの葬儀は、1997年9月13日にインド政府によって国葬として荘厳に行われた。その葬儀には各宗教の代表者が参列し、宗教の枠を超えて尊敬されたことを象徴するものとなった。マザーの棺は陸軍兵によって砲車に乗せられ、国葬会場まで行進した。独立の父マハトマ・ガンジー、初代ネール首相につづき、マザー・テレサは3人目であった。遺体はテレサの遺言どおり「神の愛の宣教者会」本部に葬られた。彼女の死は国家的な損失であるとインドの人々は嘆き、世界の人々も彼女の偉大な働きを思って追悼した。インドの政治指導者や首相以外で国葬されたのは彼女と2011年4月に死去したサティヤ・サイ・ババのみである。

### 列福までの道のり
1997年、テレサの死後すみやかに列福・列聖調査がはじめられた。通常は死後5年を経ないと始めることはできない規定だが、テレサの場合は生前から聖女の誉れが高かったことと、彼女の業績を極めて高く評価していたヨハネ・パウロ2世が前倒しを強く求めたため、例外的に5年を待たずに始められたのである（この例外は、2005年4月に逝去した当時の教皇ヨハネ・パウロ2世自身にも適用された）。
マザーの列福のために報告され、後日、奇跡として認められた事例に、非カトリックのインド人女性モニカ・ベスラの治癒がある。
1998年、モニカは34歳の時、腹部の腫瘍を患い病んでいた。すぐに手術しなくてはならない危険な状態であったが、ひどい貧血症も患っていたために手術は不可能であった。彼女はマザー・テレサの死去した翌年の9月6日に、神の愛の宣教者会が経営する「死に行く人のための家」の礼拝堂に赴いた。「礼拝堂に入ると、マザー・テレサの写真が目に入り、あたかも一条の光が私に向って飛び出してくるように感じました。シスターが私のためにお祈りをしてくれて、私は眠りにつきました。朝、目覚めると、腫瘍が消えていたのです。」とモニカは語っている。
その突然の完全な治癒は医師たちを驚かせ、その後にその医師たちは自分たちの診断が間違っていなかった事を示すためのあらゆる必要な証拠を提出した。治癒のあとで、腫瘍を検査するためにした小さな外科手術の跡さえも見つからなかった。立ち会った医師は「これは私の医師としての人生で出会ったもっともすばらしい経験の一つです」と言う。西ベンガル州シリグリのR.N .Bhattacharya医師は、腫瘍は7か月の胎児と同じ大きさだったと証言する。
列福のための正式な手続きは、2001年の8月にカルカッタ（現・コルカタ）司教区の特別委員会が報告書を取りまとめ、ローマ教皇庁列聖省に提出している。この報告書は重病や貧困に苦しむ人々に対するマザーの献身的活動や、列福に値することを示すため、マザーに対するとりなしの祈りによる奇跡的行為なども盛り込まれており、ページ数は35,000ページにも及ぶ。
列福・列聖には通常、対象者の死後数十年かかるが、マザーの献身的活動が生前から世界中の尊敬を集めてきたことなどにより、1999年、ヨハネ・パウロ2世は手続きを早める特例を認めた。
2003年10月19日、ヨハネ・パウロ2世はテレサを列福し、福者であると宣言した。通常は本人の死後、福者の認定を受けるまで少なくとも数十年の審査が必要とされている現状を考えれば、死後6年での列福というのは異例の早さであった。

### 列聖への道のり
2015年12月17日、ローマ教皇庁はフランシスコがテレサの二度目の奇跡を承認したと発表した。2008年、脳腫瘍を患い危篤状態だったブラジル人男性がテレサのとりなしによって回復された事例が奇跡と認定された。
2016年9月4日、フランシスコはテレサを列聖し、「聖人である」と宣言した。この日はテレサの死後、満19年目を迎える前日であった。

## 受賞・受章歴
- 1962年： マグサイサイ賞平和・国際理解部門
- 1971年： ヨハネ23世教皇平和賞
- 1972年： ジョン・F・ケネディ賞
- 1973年： テンプルトン賞
- 1975年： アルベルト・シュヴァイツァー賞
- 1979年： ノーベル平和賞
- 1980年： バーラト・ラトナ賞
- 1983年： 優秀修道会賞
- 1985年： 大統領自由勲章
- 1992年： ガウデイム・エト・スペス賞
- 1996年： アメリカ合衆国名誉市民
- 1997年： 議会名誉黄金勲章

## 批判
テレサの施設「死を待つ人々の家」の医療水準の低さ、用途不明の資金、問題人物との交際などマザー・テレサの人格を疑問視する声は多い。
イギリス人ジャーナリストのクリストファー・ヒッチェンズは1995年に『宣教師の立場』を刊行し、その中でマザー・テレサをきわめて否定的に扱った。またリチャード・ドーキンスは『神は妄想である』の中で、『宣教師の立場』の題を挙げてマザー・テレサを「彼女は聖人ではない」と批判した。
インド出身のアソシエイトエディター、クリティカ・ヴァラグールは2016年4月に『ハフィントン・ポスト』アメリカ版でマザー・テレサを批判した。「『特別で優秀な白人が有色人種を助けるのだ』というイメージをインド人や西洋人に植えつけた」と主張し、「マザー・テレサの崇高なイメージは、脆弱化したカトリック教会によって行われたメディア・キャンペーンの結果である」と述べている。

## 関連作品

### 書籍
- 『マザー・テレサ -神さまへのおくりもの-』マザー・テレサ著、半田基子訳、女子パウロ会、1976年
- 『生命あるすべてのものに』マザー・テレサ、講談社現代新書、1982年
- 『マザー・テレサ 愛を語る』ジョルジュ・ゴルレ、ジャン・バルビエ編著、支倉寿子訳、日本教文社 、1982年
- 『ほほえみ -マザー・テレサのことば-』女子パウロ会編、江口まひろ絵、女子パウロ会、1989年
- 『マザー・テレサ 愛のことば』女子パウロ会編、いもとようこ絵、女子パウロ会、1998年
- 『マザー・テレサ 日々のことば』マザー・テレサ著、いなますみかこ訳、女子パウロ会、2000年
- 『マザー・テレサ 愛と祈りのことば』ホセ ルイス・ゴンザレス‐バラド編、渡辺和子訳、PHP文庫、2000年
- 『愛する子どもたちへ マザー・テレサの遺言』マザー・テレサ、片柳弘史（写真）、ドン・ボスコ社、2001年
- 『マザー・テレサ書簡集』、片柳弘史編・訳、ドン・ボスコ社、2003年
- 『マザー・テレサ -すばらしいことを神さまのために-』マルコム・マゲッリッジ、沢田和夫訳、女子パウロ会、1976年
- 『マザー・テレサとその世界』千葉茂樹、女子パウロ会、1980年
- 『マザー・テレサこんにちは』千葉茂樹、女子パウロ会、1980年
- 『マザー・テレサ あふれる愛』沖守弘、講談社文庫、1984年
- 『ノーベル平和賞に輝く聖女 マザーテレサ』望月正子、講談社、1988年
- 『愛にことばはいらないのよ』岩岡佳、女子パウロ会、1989年
- 『こんにちわ地球家族 -マザー・テレサと国際養子-』千葉茂樹、女子パウロ会、1991年
- 『マザー・テレサ 愛の軌跡』ナヴィン・チャウラ、三代川律子訳、日本教文社 、1995年、2001年増補改訂版
- 『マザー・テレサへの旅 ボランティアってだれのため?』寮美千子、学研、1997年
- 『わたしはマザーに出会った -20人が語るマザー・テレサのすがた-』女子パウロ会編、女子パウロ会、2001年
- 『愛 -マザー・テレサ日本人へのメッセージ-』女子パウロ会編、三保元訳、女子パウロ会、2003年
- 『カルカッタ日記 マザー・テレサと出会って』片柳弘史、ドン・ボスコ社、2003年
- 『マザー・テレサの真実』五十嵐薫著《NPO法人レインボー国際協会理事長》、PHP出版、2007年
- 『大ヴァチカン展パンフレット』大ヴァチカン展実行委員会、1987年
- 『AERA臨時増刊 人を助けたい 震災ボランティア／善意ネットワーク』 朝日新聞社 1995年3月
- 『マザーテレサ「死の場面」』坂倉圭著、聖母の騎士社、2004年 ISBN 978-4882162537
- 『マザーテレサ「死の場面」』 ウエブ版
- 『マザー・テレサ 愛の花束』 中井俊已、PHP研究所 2007年 ISBN 978-4569669465
- 『マザーテレサの子と呼ばれて』 工藤朋子著、聖母の騎士社、2010年 ISBN 978-4882163183
- 『宣教師マザーテレサの生涯 スコピエからカルカッタへ』工藤裕美著、上智大学出版、2007年 ISBN 978-4-324-08057-3 C3014

### 漫画
- 学習まんが世界の伝記『マザー・テレサ 貧しい人のために生涯をささげた聖女』高瀬直子、沖守弘（集英社、1992年）ISBN 978-4082400248
- 学習まんが人物館『マザー・テレサ 貧しい人びとに限りなき愛をそそいだ現代の聖女』滝田よしひろ、あべさより（小学館、1997年） ISBN 978-4092700130
- コミック版世界の伝記『マザー・テレサ』谷沢直、沖守弘（ポプラ社、2011年）ISBN 978-4591126110
- 学習まんが世界の伝記NEXT『マザー・テレサ 貧しい人々に尽くした愛と勇気の聖女』榊ゆうか、堀ノ内雅一（集英社、2016年）ISBN 978-4082400675

### 映像作品
- ドキュメンタリー映画“Something Beautiful for God”、1969年、アメリカ
- ドキュメンタリー映画『マザー・テレサとその世界』（55分）、1979年、女子パウロ会
- ドキュメンタリー映画『生命、それは愛』（マザー・テレサ来日の記録 30分）、1982年、女子パウロ会
- アニメ『みんなのおかあさん マザー・テレサ』（20分）、1993年、女子パウロ会
- アニメ『マザー・テレサ』、2000年、学研、寮美千子脚本、金井肇監修
- テレビ映画『マザー・テレサ』、2003年、ファブリツィオ・コスタ監督、オリヴィア・ハッセー主演
- ドキュメンタリー映画『マザーテレサ - 母なることの由来』（1986年/アメリカ映画/83分）製作・監督 アン・ペトリ、ジャネット・ペトリ 1988年日本公開。2007年デジタル復刻版製作、日本再公開。
- ドキュメンタリー映画『マザーテレサ - 母なるひとの言葉』（2004年/アメリカ映画/55分）製作・監督 アン・ペトリ、ジャネット・ペトリ 2007年「母なることの由来-デジタル復刻版-」と同時に日本初公開。
- 2008年12月10日（水）のNHKテレビ『その時歴史が動いた』では、マザー・テレサの特集が組まれた。
- 2010年マザー・テレサ映画祭開催[25]。